# نیدرندورف
نیدرندورف (به آلمانی: Niederndorf) یک منطقهٔ مسکونی در اتریش است که در ناحیه کوفستاین واقع شده‌است. نیدرندورف ۷٫۲ کیلومتر مربع مساحت دارد ۵۰۰ متر بالاتر از سطح دریا واقع شده‌است.